# بابار: ملك الفيلة
بابار: ملك الفيلة (بالإنجليزية: Babar: King of the Elephants)‏ هو فيلم رسوم متحركة كندي فرنسي ألماني تم إنتاجه في سنة 1999، تم تطويره وإنتاجه عن طريق شركة نيلفانا وعرض في مسارح كندا والولايات المتحدة بعد أن تم توزيعه عن طريق شركة اتش بي أو وأليانس للأفلام، الفيلم يتناول قصة الفيل بابار وألتي هي من تأليف جان دي برونهوف، ويعتبر ثاني فيلم لبابار بعد فيلم بابار الذي تم إنتاجه في سنة 1989.

## القصة
قصة الفيلم تتكلم عن الفيل بابار الذي تقتل والدته من الصيادين وثم يتم أخذه إلى المدينة وتقوم سيدة عجوز بتربيته كإنسان، يجده بعد ذلك أصدقائه الفيلة والذين إعتقدوا أنه مات فيعود بابار لهم إلى الغابة حاملاً وناقلاً لهم ثقافة البشر وسيسبب هذا عدة مشاكل بينه وبين الفيلة والبشر.

## الطاقم
- دان ليت بدور بابار
- كرستين فارلي بدور بابار الصغير
- جانيت لين غرين بدور الملكة سيليسيتي
- جينيفر مارتيني بدور سيليستي الصغيرة
- كريس ويجنز بدور كورنيليوس
- فيليب وليامس بدور زفير
- أموس كراولي بدور العم أرثر
- كيلي فايرل بدور أرثر الصغير
- إليزابيث هانا بدور مربية بابار
- واين روبسون بدور مارابو البائع
- إيلين راي هينيسي بدور والدة بابار
- بول بادوك بدور الخادم

## وصلات خارجية
- بابار: ملك الفيلة على موقع IMDb (الإنجليزية)
- بابار: ملك الفيلة على موقع روتن توميتوز (الإنجليزية)
- بابار: ملك الفيلة على موقع نتفليكس (الإنجليزية)
- بابار: ملك الفيلة على موقع ألو سيني (الفرنسية)
- بابار: ملك الفيلة على موقع Turner Classic Movies (الإنجليزية)
- بابار: ملك الفيلة على موقع أول موفي (الإنجليزية)
- بابار: ملك الفيلة على موقع بوكس أوفيس موجو (الإنجليزية)
- بابار: ملك الفيلة على موقع فيلمافينيتي (الإسبانية)
- بابار: ملك الفيلة على موقع قاعدة بيانات الأفلام السويدية (السويدية)
- بابار: ملك الفيلة على موقع قاعدة بيانات الفيلم (الإنجليزية)

- بابار: ملك الفيلة على قاعدة بيانات الأفلام على الإنترنت